# 抑肝散
抑肝散（よくかんさん）は漢方方剤の一。
初出は1556年に出版された小児医学書「保嬰撮要」（薛鎧著、薛己注釈）。

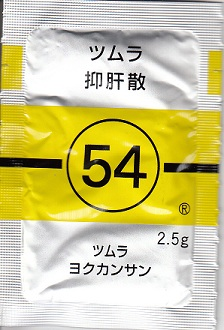
ツムラ抑肝散エキス顆粒1包

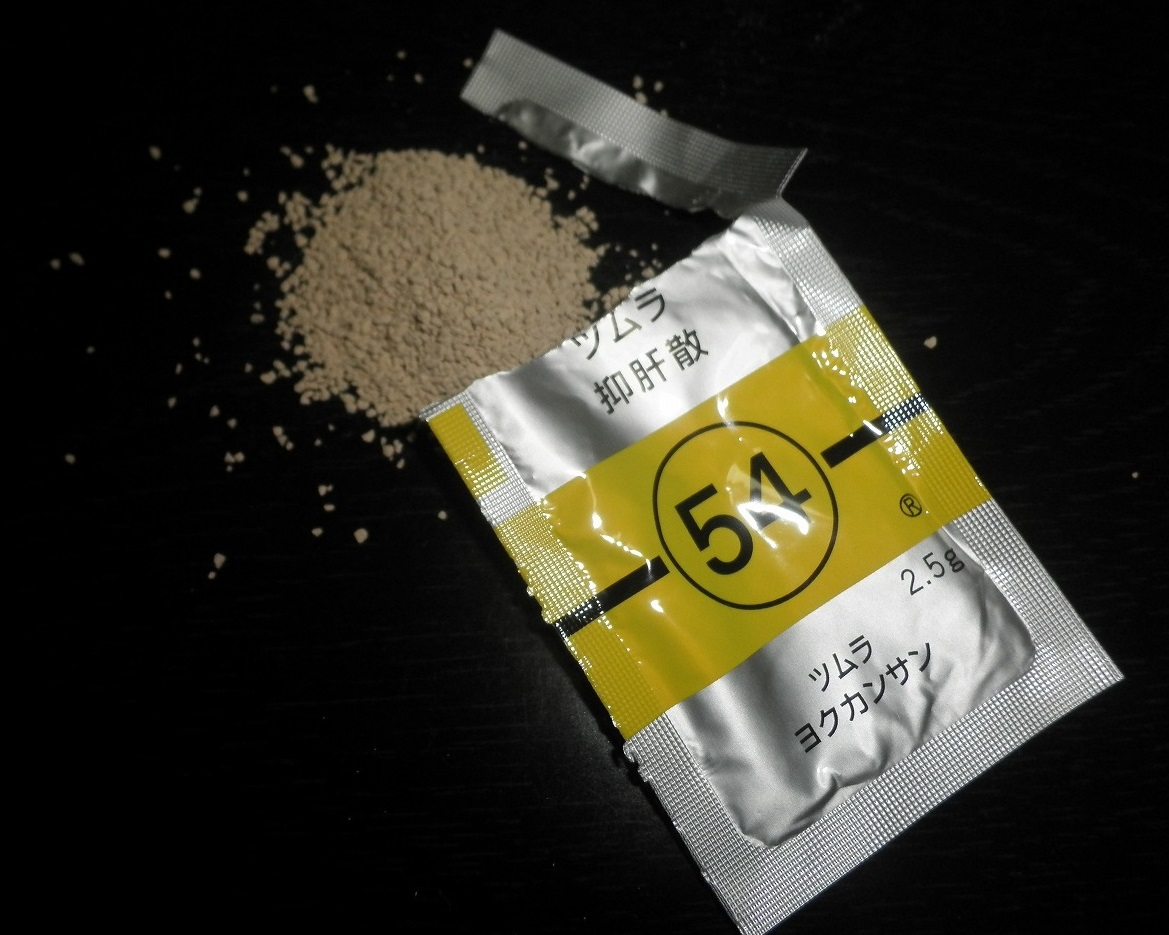
ツムラ抑肝散（医療用）を開封し顆粒を示したところ

## 組成
白朮、茯苓、川芎、釣藤鈎、当帰、柴胡、甘草

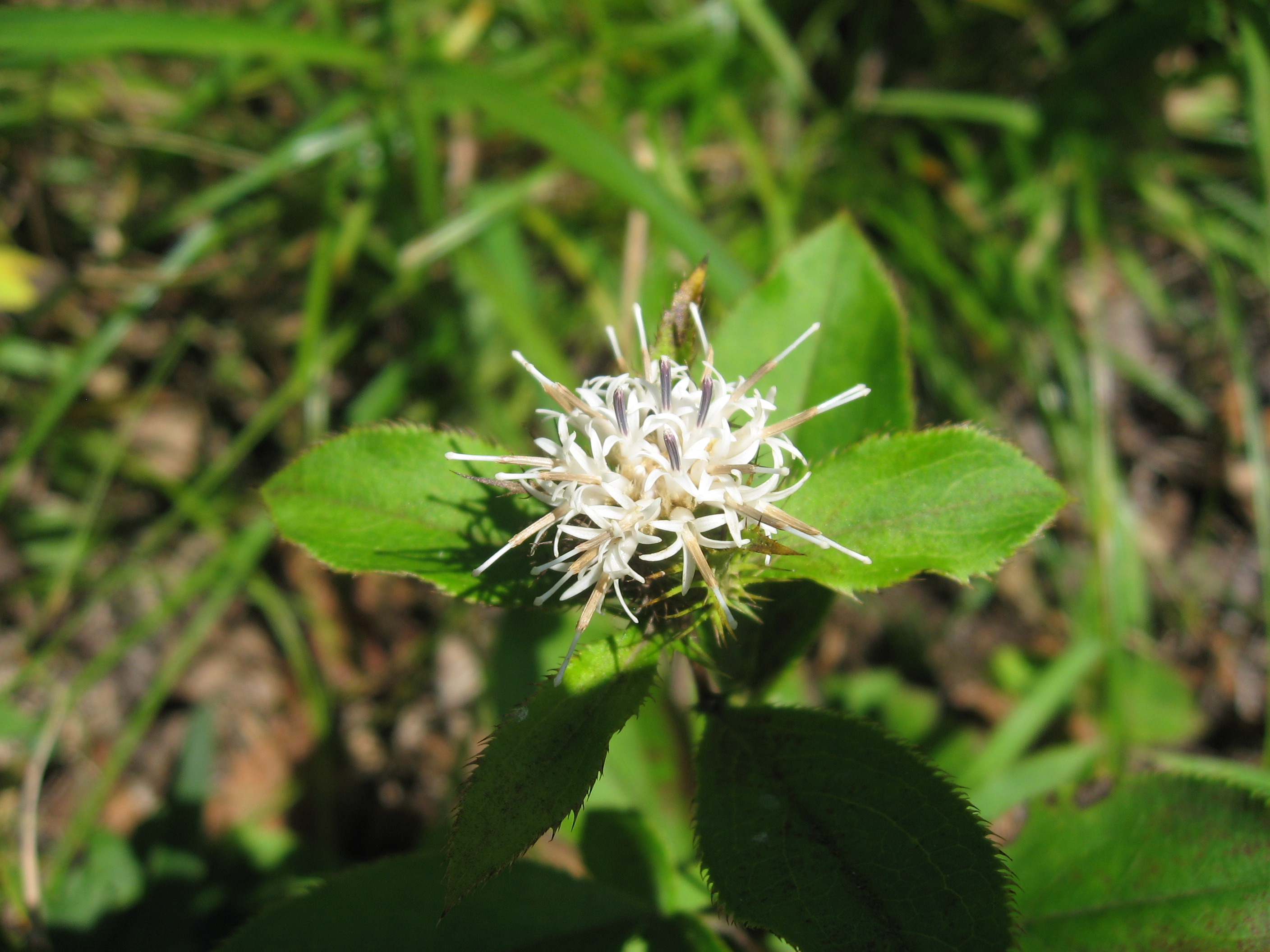
白朮
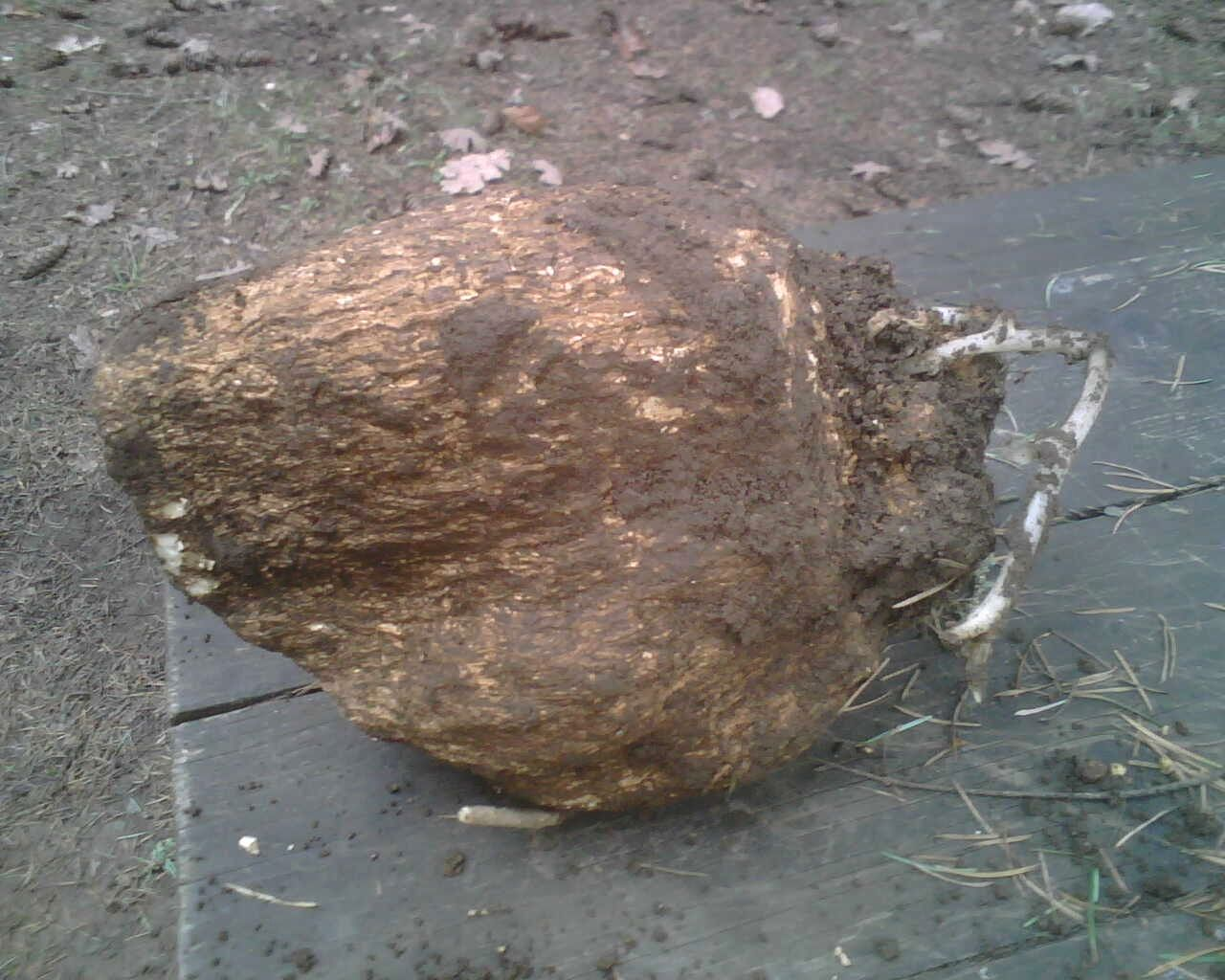
茯苓
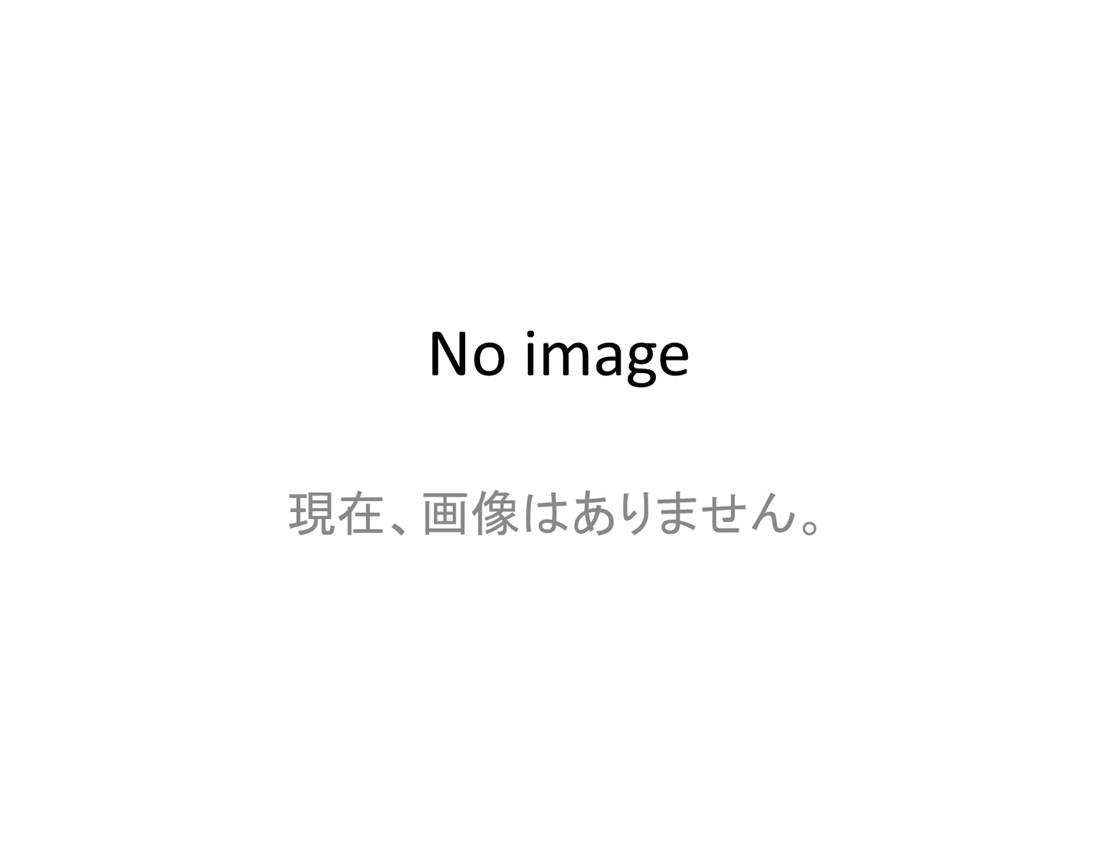
川芎
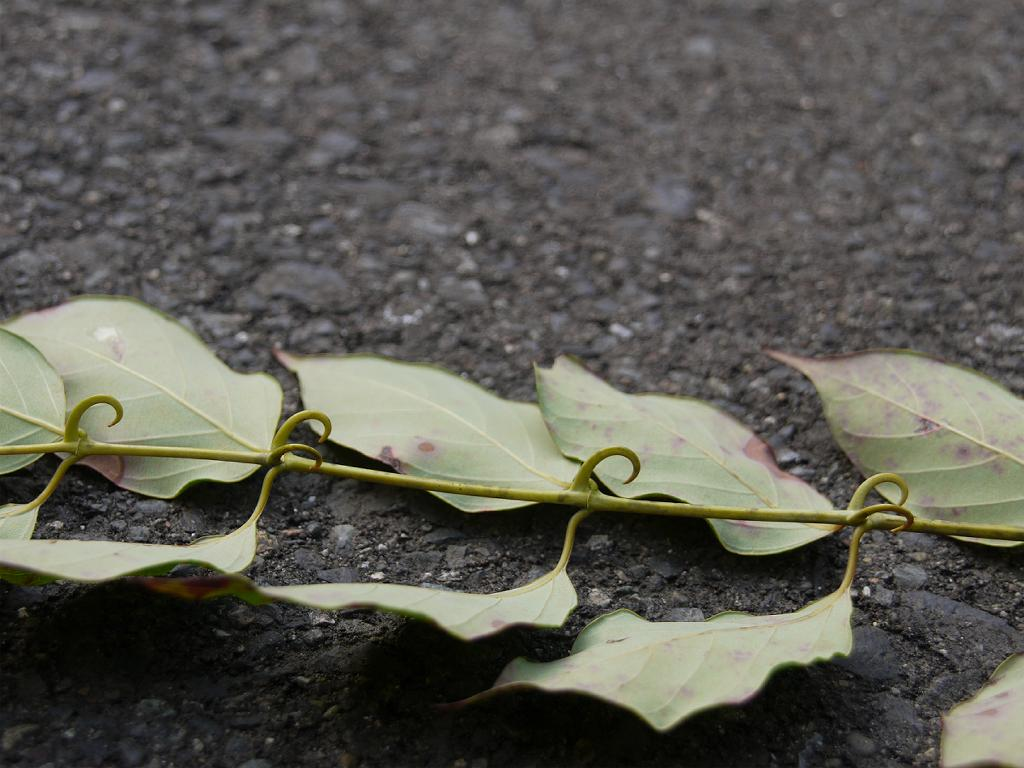
釣藤鈎
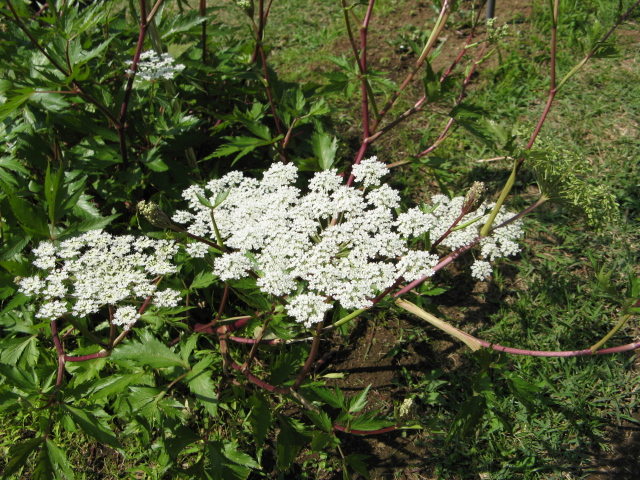
当帰
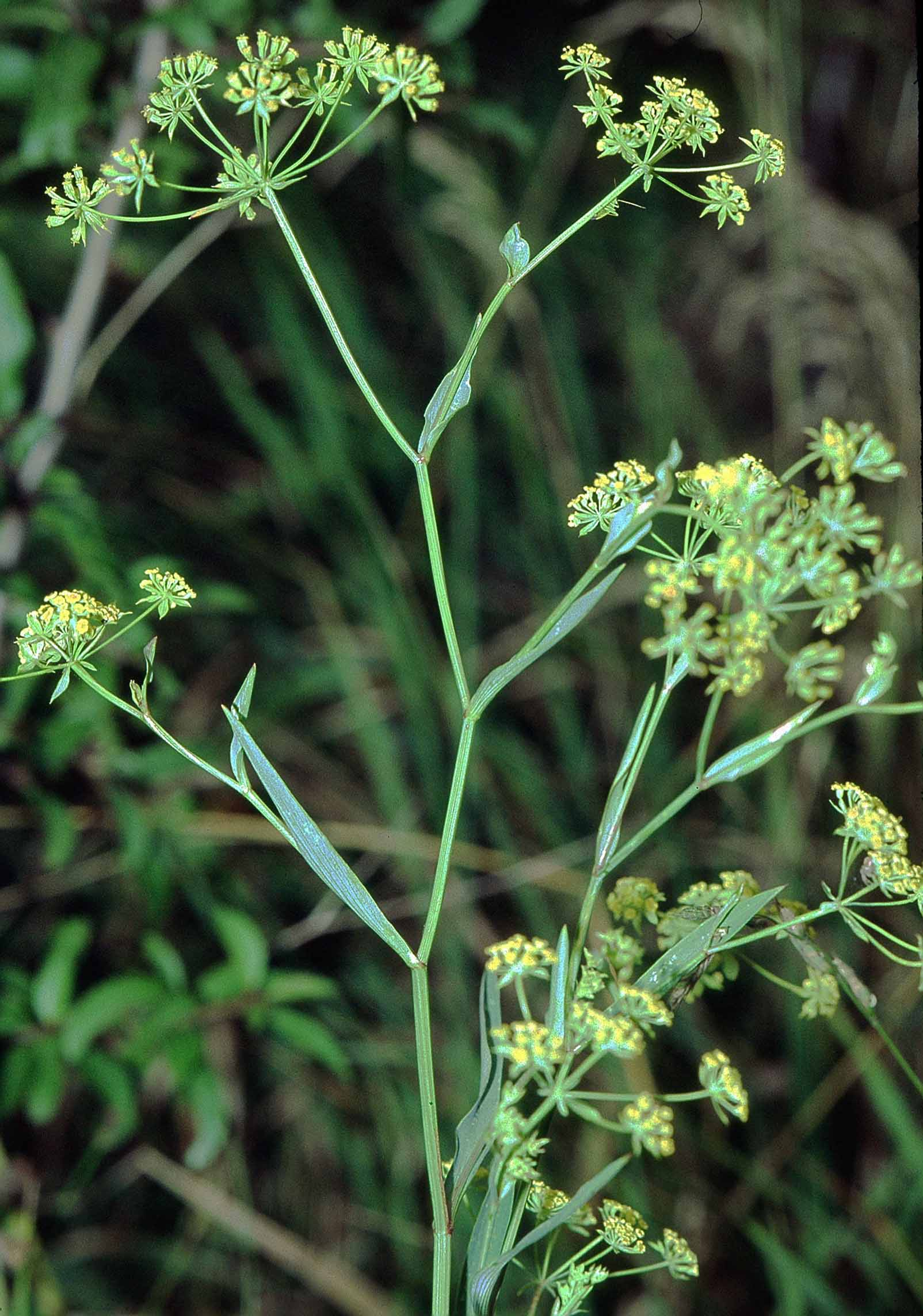
柴胡
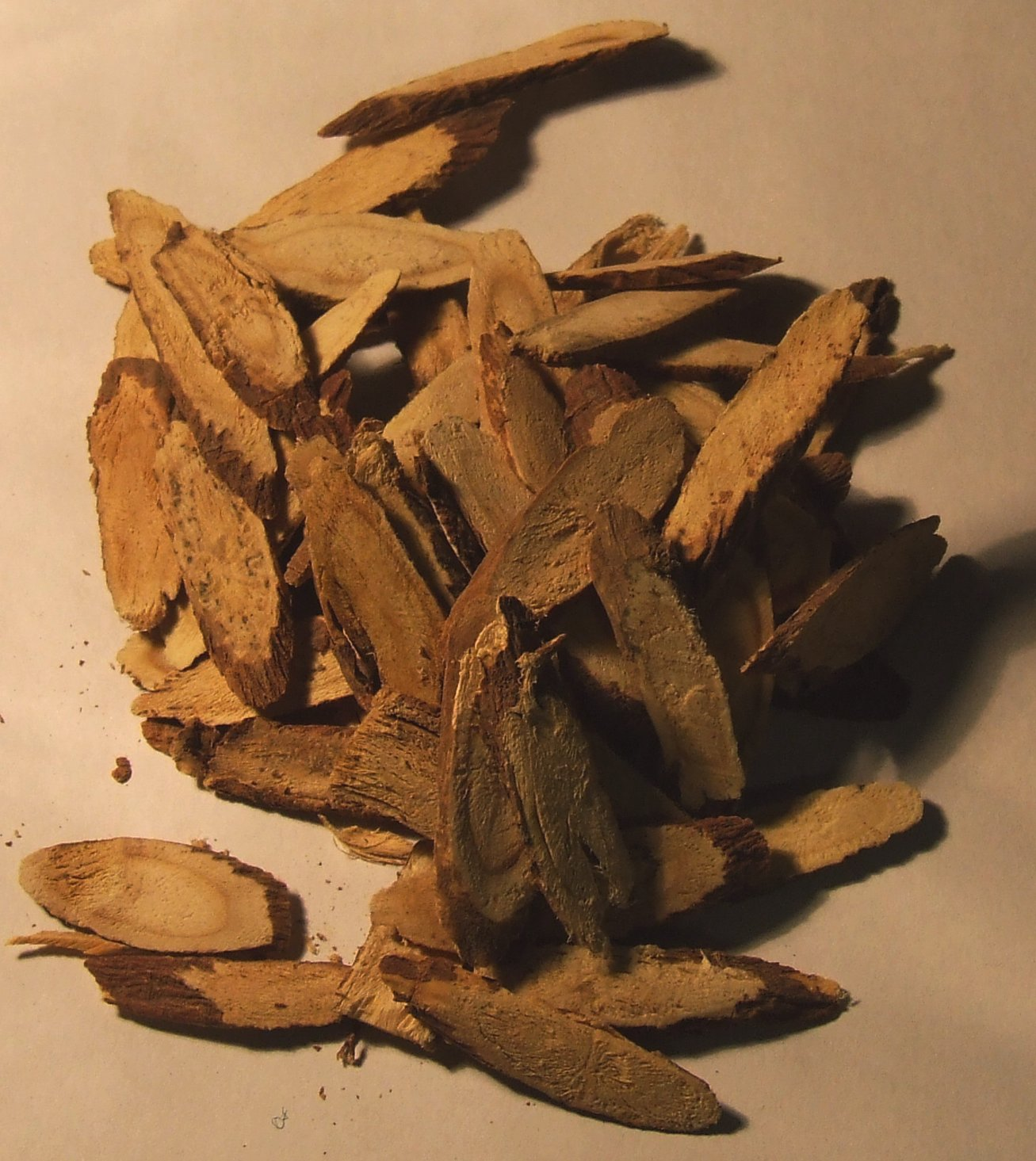
甘草

## 効能・効果
虚弱な体質で神経がたかぶるものの次の諸症：神経症、不眠症、小児夜なき、小児疳症
平肝熄風、気血双補。やせ形でやや虚弱、腹直筋に緊張が見られる患者の痙攣、情緒不安、不眠、自律神経失調症、血の道症、夜泣きなどに用いる。元来は小児向けの処方だが、（量を調節すれば）同じような症状がみられる成人が服用しても問題はない。近年の研究から、進行した「アルツハイマー型認知症」で起こる妄想や、徘徊（はいかい）、暴力などのBPSDと呼ばれる病態の改善にも効能があることが知られている。
また、ADHDやうつ病にも効能がある。

## 臨床試験
岩﨑鋼(Iwasaki K)らは認知症患者（原疾患：アルツハイマー、脳血管障害、Lewy小体病）でMini-Mental State Examination (MMSE) スコア24 未満、neuropsychiatric inventory (NPI) スコア6 より高値の52例（抑肝散群27 例、非投与群25 例）によるランダム化比較試験において、抑肝散は非投与群に、NPI スコア、幻覚、不安興奮などで有意な改善を認めたと報告した。
さらに岩﨑らは抑肝散がレビー小体型認知症に特有の幻視を有意に改善することも報告した。また、抑肝散のグルタミン酸トランスポーター賦活作用とセロトニン1A受容体パーシャルアゴニスト作用が発見されるなど現代医学の視点からも作用機序が研究されている。
抑肝散に関する最近の臨床研究および基礎データについてはen:Yokukansan（英語）を参照されたい。

## 副作用・禁忌
消化器が非常に弱い患者には、慎重に用いること。
また、甘草を含有するため、偽性アルドステロン症が起こる危険がある。また漢方薬は体内のカリウムを容易に排泄させるため低カリウム血症などの電解質に異常をきたすことがある、筋肉の痙攣等の副作用がおこるので血液検査などを定期的に受ける必要がある。

## 関連処方
- 抑肝散加陳皮半夏 - 日本での臨床知見をもとに、抑肝散に改良を加えて開発された処方。慢性患者や成人向けに、痰飲を除く作用が強化されている。
- 抑肝散加芍薬黄連 - クラシエ薬品より発売されている[10]。

## その他
原典「保嬰撮要」には、この方剤について「母児同服」（患児の母親もこの薬を服用すること）と書かれている。これは、当時の医学に、今日の家族療法に通じる臨床知見があったことを示すものであるとされる。
全薬工業の市販薬「アロパノール」はこの漢方処方の製剤である。
薬王製薬からも「スリーピンα」という商品名で市販されている。